# From the Inside (album)
From the Inside utkom 1978 och är Alice Coopers elfte studioalbum.  Albumet är mycket självutlämnande och handlar om Coopers tid på New York Mental Hospital för alkoholavvänjning och personer han mött där.

## Låtlista
1. "From the Inside" - (Cooper/Taupin/Wagner/Foster) – 3:55
2. "Wish I Were Born in Beverly Hills" - (Cooper/Taupin/Wagner) – 3:38
3. "The Quiet Room" - (Cooper/Taupin/Wagner) – 3:52
4. "Nurse Rozetta" - (Cooper/Taupin/Foster/Lukather) – 4:15
5. "Millie and Billie" - (Cooper/Taupin/Roberts) – 4:15
6. "Serious" - (Cooper/Taupin/Foster/Lukather) – 2:44
7. "How You Gonna See Me Now" - (Cooper/Taupin/Wagner) – 3:57
8. "For Veronica's Sake" - (Cooper/Taupin/Wagner) – 3:57
9. "Jackknife Johnny" - (Cooper/Taupin/Wagner) – 3:45
10. "Inmates (We're All Crazy)" - (Cooper/Taupin/Wagner) – 5:03